# Opius tamino
Opius tamino är en stekelart som beskrevs av Fischer 1972. Opius tamino ingår i släktet Opius och familjen bracksteklar. Inga underarter finns listade i Catalogue of Life.